# Steven Brian Fera

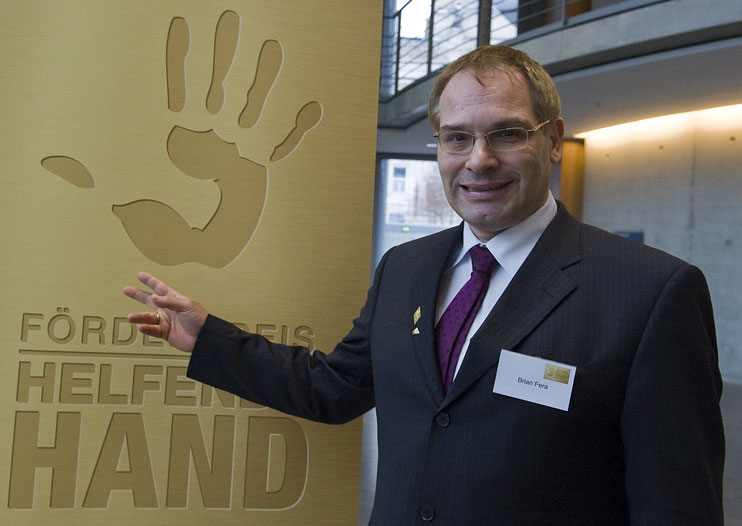
Steven Brian Fera 2010

Steven Brian Fera (* 7. Mai 1960 in Kanada)  ist ein deutscher Unternehmer und eine Person des öffentlichen Lebens in Hessen. Er ist Gründer und Geschäftsführer der Firmengruppe Wicom, die weltweit mehrere Firmen unterhält, darunter Firma WICOM Scientific Inc. in Toronto/Kanada, WICOM International in Maienfeld/Schweiz und  Firma WICOM Eslab mit Sitz in Swidnica (ehem. Schweidnitz) /Polen.

## Leben
Nach dem Besuch des Gymnasiums absolvierte Fera ein Studium der Chemie an der Johann Wolfgang Goethe-Universität Frankfurt am Main, das er 1988 mit einer Promotion am Institut für Biophysikalische Chemie im Fachbereich Chemie, Pharmazie und Biochemie abschloss. Er gründete 1985 die Firma WICOM Brian Fera GbR, eine Firma, zur Realisierung von zahlreichen Projekten in den Bereichen Prozesssteuerung, Vertriebs- und Marketingsteuerung durch eigenständige Software-Entwicklung. Handel mit und Herstellung von Chromatographie Zubehör. 1994 wurde die Firma in die WICOM Germany GmbH. umfirmiert. Die WICOM Germany GmbH verkauft Ersatzteile und Verbrauchsmaterialien im Bereich Separationstechnologie mit Schwerpunkt Gas- und Hochleistungsflüssigchromatographie (HPLC). Die WICOM Germany GmbH  beschäftigt 15 Mitarbeiter und generiert einen Jahresumsatz von 5 Millionen Euro. Seit 2000 ist Fera Geschäftsleiter der USP Pharma GmbH. Seit 2001 ist er Gesellschafter bei Morvay Analytic GmbH in Basel.
Fera ist verheiratet und hat zwei Kinder. Seit Oktober 2012 ist Fera Honorarkonsul der Republik Armenien für den Konsularbezirk Hessen. 2008 gründete er die Initiative Wirtschaft und Ehrenamt. Sie wirbt für verantwortungsvolles wirtschaftliches Handeln sowie Engagement für das Ehrenamt, die auch der Bundeskanzlerin Angela Merkel zu würdigen weiß. Ab Juni 2011 war Fera Mitglied des CDU-Bezirksvorstandes Südhessen. Steven Brian Fera agierte in seiner Zeit als CDU-Bezirksvorstand als Stimme der Wirtschaft in der Region.  Neben seinem politischen Engagement für die CDU, setzt sich Fera als Honorarkonsul für die Belange des Armenischen Volkes ein.

## Ehrungen und Mitgliedschaften
- 2007: Mitglied im Schweizerisch-Deutschen Wirtschaftsclub e. V.
- 2008: Kurator und kommissarischer Geschäftsführer der Carnegie-Stiftung für Lebensretter Deutschland mit dem Ziel der Wiedergründung der Carnegie-Stiftung für Lebensretter in Deutschland
- 2008: Gründer der Initiative „Wirtschaft und Ehrenamt“
- 2009: Mitglied des Landesvorstandes des Wirtschaftsrates
- 2010: Verdienstmedaille Souveräner Malteserorden
- 2010: Auszeichnung mit dem Förderpreis (1. Preis) „Helfende Hand 2010“ durch den Bundesinnenminister der Bundesrepublik Deutschland für die 2008 gegründete Initiative „Wirtschaft und Ehrenamt“
- 2011: Ausgezeichnet für das soziale Engagement durch den Ministerpräsidenten des Landes Hessen
- 2011: Mitglied des CDU-Bezirksvorstandes Südhessen
- 2011: Air Crew Member der Rettungshelikopter Christoph Hessen Preise und Ehrungen